# معماری ارگانیک

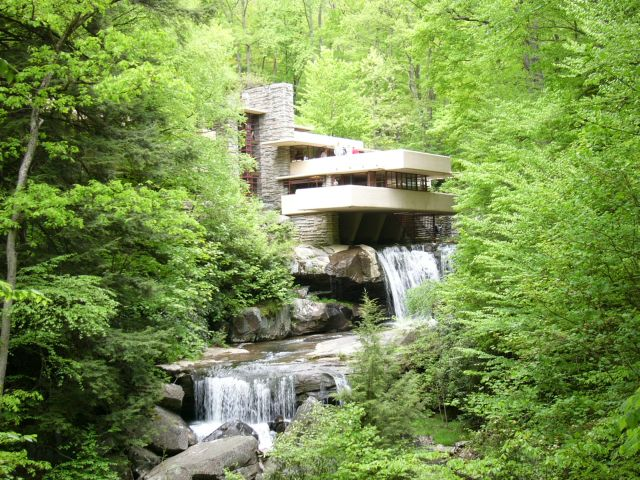
خانه آبشار اثر فرانک لوید رایت

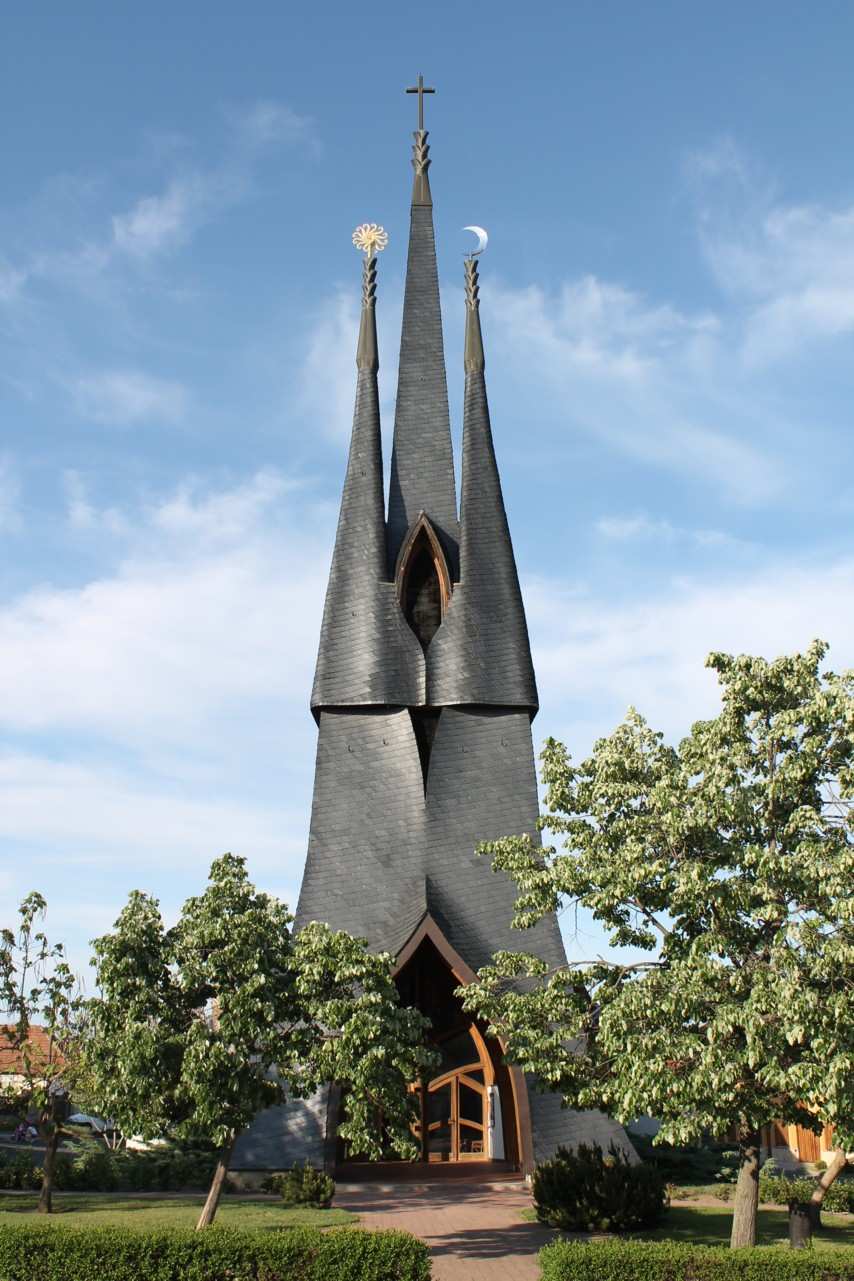
کلیسای کاتولیک شهر پاکش طرح ایمره ماکووتس

معماری ارگانیک، اندام‌وار یا بیومورفیسم فلسفه‌ای در معماری است که به ترویج هماهنگی بین عادت‌های انسانی و طبیعت می‌پردازد. این اتفاق به صورتی شکل می‌گیرد که طراحی چنان هماهنگی و ارتباطی با محیط خود داشته‌باشد که ساختمان، مبلمان و محیط بخشی از یک ترکیب متحد و مرتبط باشد.
تفاوت معماری ارگانیک و زیست‌فنی در این است که در سبک ارگانیک بیشتر از فرم و رنگ عناصر موجود در طبیعت استفاده می‌شود ولی در طراحی زیست‌فنی از سیستم و عملکرد عناصر طبیعی بیشتر در ایده‌های اولیه و ساختارها استفاده می‌شود به عنوان مثال طرح تار عنکبوت برای ساخت یک سازه مستحکم استفاده می‌شود.

## تاریخچه
اصطلاح معماری ارگانیک توسط فرانک لوید رایت ابداع شد، ایده‌ای که نه تنها به رابطه ساختمان با محیط طبیعی اشاره دارد، بلکه به چگونگی طراحی ساختمان به مثابهٔ یک ارگانیسم یکپارچه می‌پردازد. معروف‌ترین نمونهٔ این شیوه، خانه آبشار اقامتگاهی است که رایت برای خانواده کافمن در پنسیلوانیا طراحی کرد. رایت انتخاب‌های زیادی برای قرار دادن خانه در سایت بزرگی داشت، اما تصمیم گرفت خانه را مستقیماً بر روی آبشار و نهر قرار دهد تا گفت‌وگوی نزدیک و پر سر و صدایی با آب‌های تند و شیب‌دار ایجاد شود.
معماران مدرنیست دیگری در ایالات متحده، اروپا و جاهای دیگر دیدگاه‌های مکمل و غالباً متضاد در مورد اینکه چگونه معماری می‌تواند به بهترین شکل از طبیعت تقلید کند، داشتند. چهره‌های کلیدی در ایالات متحده لویی سالیوان و در میان مدرنیست‌های اروپایی هانس شارون و رودولف اشتاینر برجسته بودند. پس از جنگ جهانی دوم، معماری ارگانیک اغلب منعکس‌کننده مدل‌های سایبرنتیک و انفورماتیک از زندگی بود، همان‌طور که در کارهای بعدی باکمینستر فولر منعکس شده‌است.
در اروپای پس از جنگ، ایمره ماکووتس از مجارستان یکی از برجسته‌ترین استادان معماری ارگانیک بود.